# І що воно таке — кохання?
«І що воно таке — кохання?» (англ. What Is This Thing Called Love?) — науково-фантастичне оповідання американського письменника Айзека Азімова, вперше опубліковане у березні 1961 року в журналі Amazing Stories. Увійшло в збірку «Прихід ночі та інші історії» (1969).
Це оповідання під назвою «Playboy and the Slime God» було замовлене і опубліковане журналом Amazing Stories як сатира на фантастичне оповідання «Girls for the Slime God» у журналі Playboy.

## Сюжет
Слимакоподібні прибульці із Персеєвого рукава нашої галактики відводять кілька годин свого часу для вивчення життя на Землі. Один із дослідників стверджує, що воно унікальне серед інших, оскільки майже всі види мають по дві форми і розмножуються не брунькуванням. Результатом є генетичне різноманіття та стрімкий прогрес цивілізації. А тому на Землі полюбляють описувати свої ще не досягнуті успіхи, наприклад, космічні подорожі, така діяльність називається науковою фантастикою.
Дослідник прихопив одне число «науково-фантастичного» журналу «Плейбой», який здебільшого описує види взаємодії двох форм між собою. Базуючись на його інформації, прибульці хочуть відтворити та вивчити цю взаємодію.
Вони викрадають по одній особі більшої та меншої форми і примушують їх покроково повторити процес із журналу. Але виявляється, що поведінка піддослідної одруженої жінки та чоловіка середніх років відрізняється від описаної. Прибульці навіть намагаються їм допомогти, оскільки такий варіант теж описаний в журналі, але врешті здаються.
Нарешті, прибульці відкидають ідею про унікальність розмноження землян і повертають їх звідки викрали. Після їх відльоту, викрадені починають виявляти одне до одного симпатію і історія закінчується діями, яких від них не могли добитись прибульці.